# Plastered in Paris
Plastered in Paris est un film américain réalisé par Benjamin Stoloff, sorti en 1928.

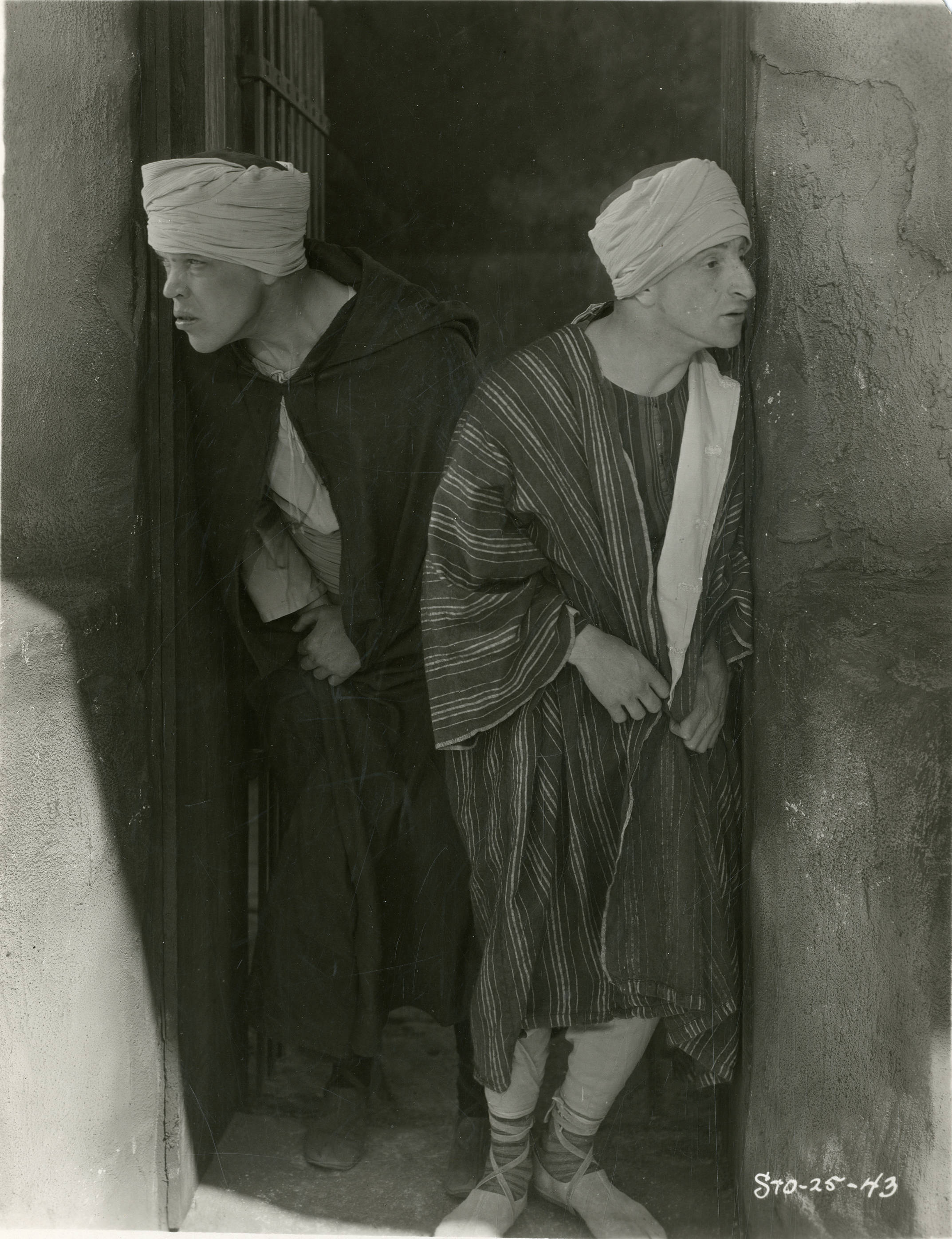
Image extraite du film.

C'est un film sans dialogues audibles, réalisé avec une bande son musicale avec effets sonores, synchronisée par le procédé Movietone. Il se veut être une parodie des films sur la Légion, tels que Beau Geste.

## Synopsis
Deux anciens soldats américains reviennent à Paris après dix ans de service pour une convention de la Légion américaine. Ils s'engagent par erreur dans la Légion étrangère française. Alors qu'ils servent en Afrique du Nord, ils sauvent la fille d'un général qui était prisonnière dans un harem.

## Fiche technique
- Réalisation : Benjamin Stoloff
- Scénario : Malcolm Stuart Boylan, Harry Brand, Lou Breslow, Edwin J. Burke, Andrew Rice, Harry Sweet
- Photographie : Charles G. Clarke
- Production : Fox Film[2]
- Distributeur : Fox Film
- Durée : 62 minutes
- Date de sortie : 23 septembre 1928

## Distribution
- Sammy Cohen : Sammy Nosenblum
- Jack Pennick : Bud Swenson
- Lola Salvi : Marcelle
- Ivan Linow : Sergent Cou Cou
- Hugh Allan : Hugh
- Marion Byron : Mimi
- Michael Visaroff : général français
- Albert Conti : Abou Ben Abed
- August Tollaire : le Docteur